# Gaucher II de Salins
Gaucher II (ou III) de Salins, (vers 1030 - après 1100), est seigneur de Salins au XIe siècle.

## Biographie
Il est le fils de Gaucher Ier de Salins et d'Aremburge. Il aliénait en faveur de Bernard, abbé de Baume, l'église de Dompierre qui relevait des possessions de Hugues et Narduin de Châtillon et il consentait à la donation de la chapelle de Saint-Germain du Bourg de Grozon. Il prenait la charge d'avoué de la ville de Salins. Il fondait le prieuré de saint-Nicolas de Salins à qui il donnait deux de ses sujets avec leur descendance (pratique courante qui consistait à « donner » des habitants du fief en servitude), la moitié d'un terrain nommé Anglar avec ses dîmes, une maison située dans la ville de Salins pour servir d'hospice, enfin il faisait des dons à l'abbaye de Balerne.
Mariage et descendances :

Il épouse Béatrix de qui il a :
- Humbert III ;
- Hugues, chanoine de Saint-Étienne.

## Sources